# Koloti
Koloti (en georgiano: ქოლოთი) o Kolot (en osetio: Колот) es un pueblo que pertenece a la parcialmente reconocida República de Osetia del Sur, parte del distrito de Leningor, aunque de iure pertenece al municipio de Ajalgori de la región de Mtsjeta-Mtianeti de Georgia.

## Geografía
Koloti se encuentra en el margen derecho del río Lejuri.   

## Historia
Durante la duración del conflicto georgiano-osetio y también tras la victoria rusa en la guerra ruso-georgiana de 2008, con la que las de facto autoridades de Osetia del Sur establecieron el control sobre el municipio de Ajalgori, Koloti formaba parte del territorio controlado por las autoridades de la República de Osetia del Sur. 

## Demografía
La evolución demográfica de Koloti entre 1939 y 1989 fue la siguiente:
| 146                                                      | 77 | 20 | 12 | 5 |
| (Fuente: Population of South Ossetia since Soviet times) |    |    |    |   |

Según el censo soviético de 1959, la mayoría de la población local eran georgianos.